# Bloomington (Nebraska)
Pour les articles homonymes, voir Bloomington.
Bloomington est un village du comté de Franklin, dans l'État du Nebraska, aux États-Unis. En 2020, il comptait une population de 110 habitants.